# Melanie Joy
Melanie Joy, PhD, psicóloga formada em Harvard especialista em relações, comunicação, e transformação social, notabilizou-se pelo seu trabalho pioneiro na conceptualização do Carnismo. Melanie fundou a organização Beyond carnism que se dedica à divulgação do Carnismo e ainda o Center for Effective Advocacy juntamente com Tobias Leenaert. Publicou cinco livros com destaque para Why We Love Dogs, Eat Pigs, and Wear Cows traduzido em 5 línguas espanhol, italiano, alemão, francês e ainda em português com edição no Brasil com o título Porque amamos cachorros, comemos porcos e vestimos vacas e em Portugal, Porque gostamos de cães, comemos porcos e vestimos vacas.

## Percurso
Melanie Joy tornou-se vegetariana em 1989 depois de ter sido contaminada com Campylobacter o que a fez refletir sobre os seus consumos . Na sua formação académica em Harvard e Saybrook dedicou-se a estudar a literacia relacional e foi na sua tese de doutoramento que aprofundou o Carnismo
Joy é mais conhecida por suas teorias inovadores na área da psicologia da violência e não-violência e também na de construção de relações saudáveis. Suas análises tem ajudado a explicar porque pessoas se engajam em comportamento "não-relacionais" - comportamento que machucam outras pessoas, animais, o planeta, e a si mesmas - e a mudar este padrão. Seu trabalho foi apresentado por meios de comunicação em torno do mundo, incluindo o New York Times, BBC, NPR, e ABC Australia. Ela é a oitava recebedora do Prêmio Ahimsa - previamente entregue a Dalai Lama e Nelson Mandela - por seu trabalho em não-violência global; e também recebeu tanto o Prêmio Peter Singer (Peter Singer Award) e o Prêmio Jaulas Vazias (Empty Cages Prize) por seu trabalho desenvolvendo estratégias para reduzir o sofrimento dos animais.
Sua missão é ajudar a criar um mundo mais relacional, através da ampliação do conhecimento dos obstáculos prevenindo as pessoas de interagir de maneiras que criem um senso de conexão mútua. Esses obstáculos são tanto internos (psicológicos) e externos (sociais), e são uma razão-chave do porquê nós agimos contra nossos próprios interesses e os interesses dos outros - normalmente sem perceber que o estamos fazendo. Com conhecimento, nós podemos pensar livremente melhor e agir compassivamente, para criar relações mais saudáveis e satisfatórias e um mundo mais igualitário e sustentável.
Joe é a presidente fundadora da organização internacional Beyond Carnism. Originária de Boston, Massachusetts, Joy agora reside em Berlim, na Alemanha, com seu marido e colega, Sebastian Joy.

## Prémios
2013 Ahimsa award

## Lista de publicações
- Joy, M, (2020), Getting Relationships Right: How to Build Resilience and Thrive in Life, Love, and Work
- Joy, M, (2020), The Vegan Matrix: Understanding and Discussing Privilege Among Vegans to Build a More Inclusive and Empowered Movement
- Joy, M, (2019), Powerarchy
- Joy, M, (2018), Beyond Belief
- Joy, M, (2008), Why We Love Dogs, Eat Pigs, and Wear Cows
- Joy, M, (2008), Strategic Action for Animals: A Handbook on Strategic Movement Building, Organizing, and Activism for Animal Liberation